# Tipula (Yamatotipula) caesia
Tipula (Yamatotipula) caesia is een tweevleugelige uit de familie langpootmuggen (Tipulidae). De soort komt voor in het Palearctisch gebied.